# بوب ويلسون (لاعب هوكي الجليد)
بوب ويلسون هو لاعب هوكي الجليد كندي، ولد في 18 فبراير 1934 في Sudbury (federal electoral district) ‏ في كندا.

## وصلات خارجية
- بوب ويلسون على موقع دوري الهوكي الوطني (الإنجليزية)
- بوب ويلسون على موقع قاعة مشاهير الهوكي (لاعب أن.إتش.أل) (الإنجليزية)
- بوب ويلسون على موقع EliteProspects.com (الإنجليزية)
- بوب ويلسون على موقع HockeyDB.com (الإنجليزية)
- بوب ويلسون على موقع Hockey-Reference.com (الإنجليزية)